# 퇴직금
퇴직금(退職金, 영어: severance package)은 퇴직하는 근로자에게 직장에서 지급하는 급여이다.
법인이 사용인·임원에게 지급하는 퇴직금은 사용인·임원이 현실적으로 퇴직할 때 지급하는 것으로 하되 법인이 주주·출자자 아닌 임원에게 지급하는 퇴직금은 ① 정관에 퇴직금(퇴직위로금 등)으로서 지급할 금액이 정해진 경우에는 정관에 규정된 금액, ② 정관에 규정이 없는 경우에는 그 임원이 퇴직하는 날로부터 소급하여 1년 동안에 당해 임원에게 지급한 총급여액의 10분의 1에 상당하는 금액에 근속년수를 곱한 금액의 범위내에서만 세무회계상 손금처리(산입)된다.

## 판례
- 이사회는 정관에서 정한 퇴직금액을 어느 정도 감액할 수 있을 뿐 퇴직금청구권을 아예 박탈하는 결의를 할 수는 없다.[1]
- 공무원인 청구인은 공무원연금관공단이 청구인의 퇴직급여를 산정할 때 공무원으로 임용받기 전에 이수한 교육 및 실무수습기간도 재직기간에 포함하여 계산하여 달라는 신청을 거부하는 내용의 처분을 하였다고 주장하면서 기본권 침해여부를 다투고 있는 이 사건에 있어서, 재직기간의 계산행위는 공무원연금관리공단이 장차 청구인에게 지급하여야 할 퇴직급여를 결정을 하기 위한 준비행위 또는 부수적 행위로 그 자체로는 직접 국민의 권리의무에 영향을 미치지 아니하는 행위로서 비권력적 사실행위에 불과한 것이므로, 청구인이 퇴직급여의 결정에 관하여 행정소송을 제기하여 다툴 수 있음은 별론으로 하고, 그 결정에 필요한 준비행위 또는 부수적 행위에 불과한 재직기간의 계산을 제대로 하여 달라는 청구는 공무원연금관리공단에게 공권력의 행사를 구하는 것이 아니다. 따라서, 위와 같은 공무원연금관리공단의 거부행위는 헌법소원의 대상이 되는 공권력의 불행사라 할 수 없으므로, 그에 대한 헌법소원 심판청구는 부적법하다.[2]

## 퇴직급여충당금
내국법인은 퇴직급여 충당금을 설정, 손금에 산입할 수가 있다. 퇴직급여충당금(退職給與充當金) 설정 한도액은 1년간 계속하여 근무한 사용인에게 지급한 총급여액을 기준으로 하여 총급여액의 1/10에 상당하는 금액을 초과할 수 없도록 규정하고 있다. 여기서 총급여액이라 함은 1년간 계속하여 근무한 사용인에게 지급한 총급여액을 가리킨다(法人稅法 제13조).

## 계속근로기간 1년 미만 근로자의 퇴직급여 사건
계속근로기간 1년 미만 근로자의 퇴직급여 사건은 대한민국 중요 헌법재판소 판례이다.

### 이유
퇴직금은 사용자가 전액 부담하고 2010년 12월부터는 상시 4인 이하 근로자를 사용하는 사업장에도 퇴직급여법이 적용되고 있는 현실에서 사용자에게 계속 근로기간이 1년 미만인 근로자들에 대해서도 퇴직급여 지급의무를 부담하게 하는 것은 지나치게 과중한 부담으로 부작용을 초래할 우려가 있다"

## 퇴직금 지급기준
근로자퇴직급여 보장법 제4조(퇴직급여제도의 설정) 제1항에 따라 계속근로기간이 1년 이상인 근로자, 4주간을 평균하여 1주간의 소정근로시간이 15시간 이상인 근로자에게 퇴직급여를 지급하기 위하여 퇴직급여제도 중 하나 이상의 제도를 설정해야 합니다.

## 퇴직금 산정
고용노동부 퇴직금 자료에 따르면, 퇴직금은 퇴직전 3개월간 세전 임금총액(기본급 + 기타수당)과 상여금 가산액, 연차수당 가산액을 합산하여 1일 평균임금을 산정한다. 1일 평균임금에 30일을 곱하고, [재직일수/365]를 곱하여 퇴직금을 산정한다.
근로자퇴직급여보장법 제9조(퇴직금의 지급등)에 따라 2022년 4월 14일부터 사업주가 근로자에게 퇴직금을 지급할 때는 개인형 퇴직연금 통장(IRP 계좌)로 지급하도록 의무화되어 근로자의 통장으로 직접받을 수 없게 되었다.#
단, 근로자퇴직급여 보장법 시행령 제3조(퇴직금의 중간정산 사유)의 퇴직금 중간정산 기준을 충족하는 경우 예외로 한다. 금융감독원의 연금 조회 서비스를 이용하여 퇴직금 조회를 해볼 수 있다.

## 참고 문헌
- 헌법재판소 판례 2011.7.28. 2009헌마408
- 근무기간 1년 미만 근로자 '퇴직금' 대상 제외는 합헌 법률신문 2011-08-04  보관됨 2021-11-29 - 웨이백 머신
- 정회철, 최근 5년 중요헌법판례, 윌비스, 2014.

## 같이 보기
- 퇴직
- 연금
  - 국민연금(퇴직연금 포함)